# Macronyx
Macronyx és un gènere d'ocells de la família dels motacíl·lids, Motacillidae.

## Taxonomia
Segons la Classificació del Congrés Ornitològic Internacional (versió 15.1, 2025) aquest gènere està format per 8 espècies:
- Piula d'esperons de Sharpe (Macronyx sharpei Jackson, FJ, 1904)
- Piula d'esperons d'Abissínia (Macronyx flavicollis Rüppell, 1840)
- Piula d'esperons de Fülleborn (Macronyx fuelleborni Reichenow, 1900)
- Piula d'esperons del Cap Macronyx capensis Linnaeus, 1766)
- Piula d'esperons gorjagroga (Macronyx croceus Vieillot, 1816)
- Piula d'esperons del Pangani (Macronyx aurantiigula Reichenow, 1891)
- Piula d'esperons de gorja rosada (Macronyx ameliae de Tarragon, L, 1845)
- Piula d'esperons de Grimwood (Macronyx grimwoodi Benson, 1955)